# Biserica Sângele Domnului din Graz

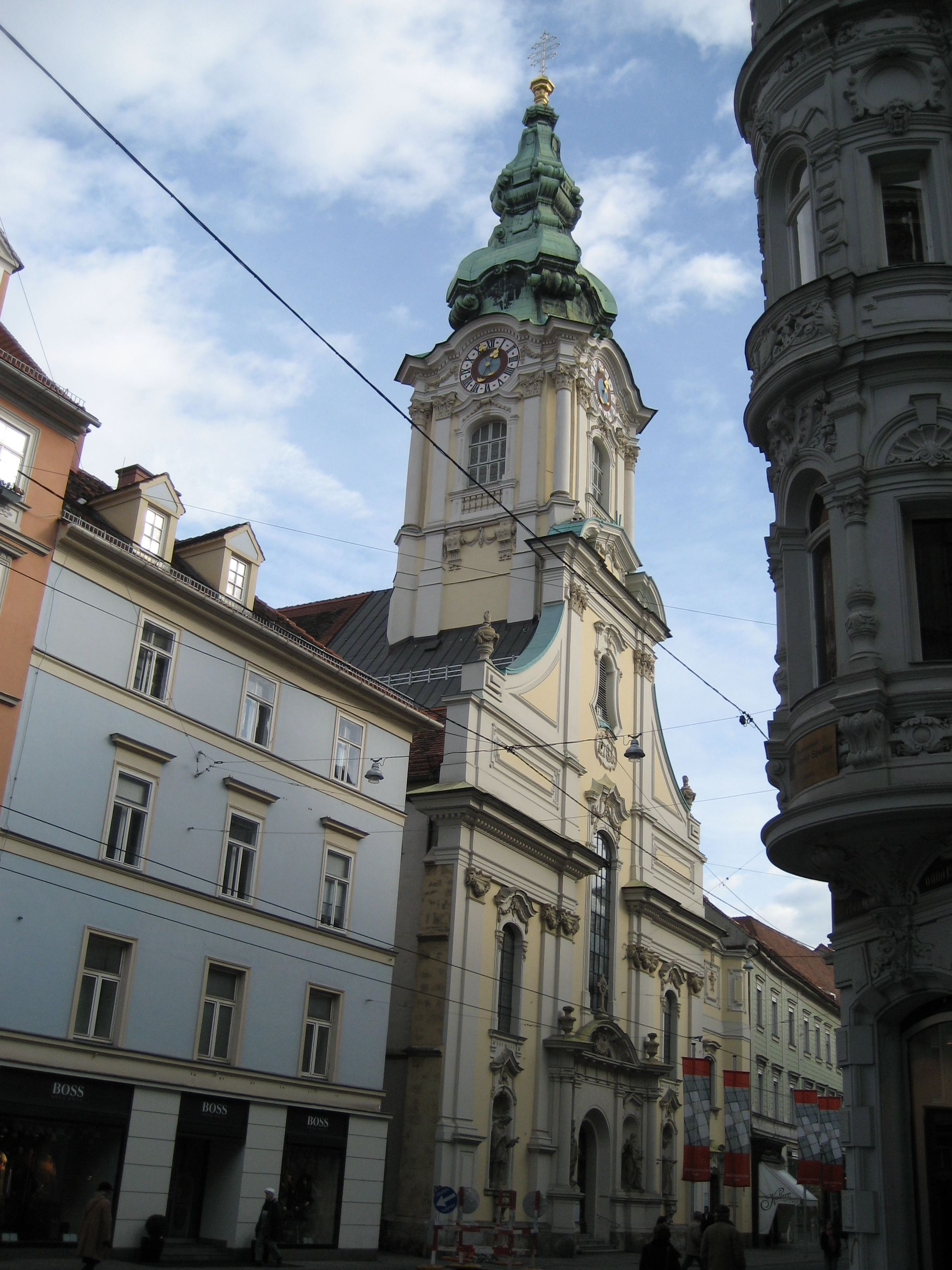
Biserica Sângele Domnului din Graz, cu faţada înspre Herrengasse

Biserica romano-catolică Sângele Domnului (în germană Kirche zum Heiligen Blut) sau Biserica parohială principală a orașului (în germană Propstei-, Haupt- und Stadtpfarrkirche Graz-Hl. Blut sau pe scurt Grazer Stadtpfarrkirche), se află în cartierul Innere Stadt al orașului Graz (Austria). Ea este biserica parohială a Parohiei Graz-Hl. Blut din Decanatul Graz-Mitte al Diecezei de Graz-Seckau.

## Istoric

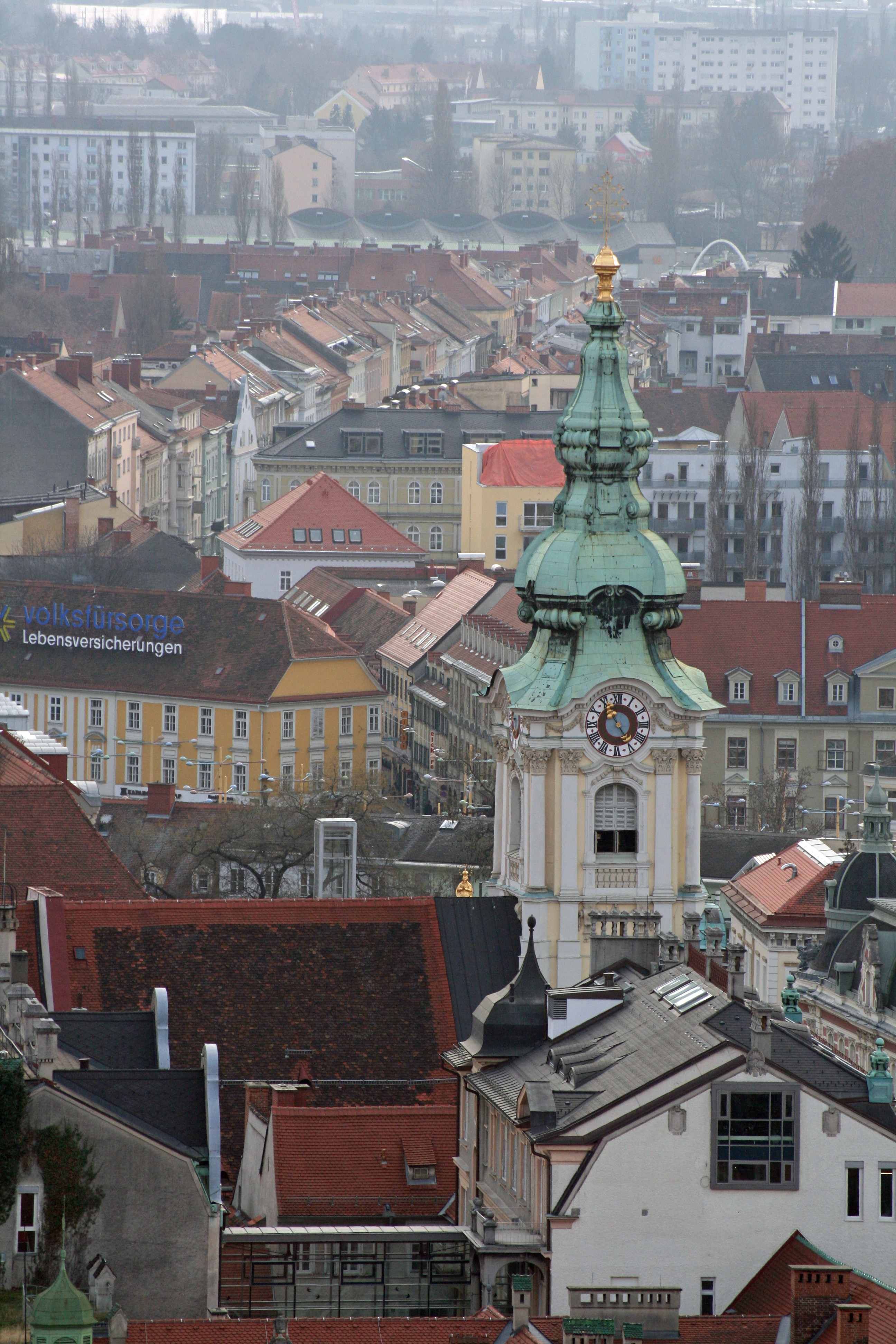
Turnul bisericii, aşa cum este văzut din castelul Schloßberg

Prima biserică de pe acest loc a fost construită în anul 1440, la sugestia împăratului Frederic al III-lea. Această fostă capelă cu hramul Corporis Christi a fost predată la un sfert de secol după finalizarea ei către Ordinul Dominican. Începând din 1478 călugării dominicani au extins capela mică cu trei travee prin lungirea altarului, lucrările fiind finalizate abia în 1520. Deoarece fosta biserică parohială Sf. Egidiu (actualmente Domul din Graz) a fost cedată Ordinului Iezuit și era nevoie de o nouă biserică parohială, dominicanii au trebuit să-și cedeze mănăstirea în 1585 pentru acest scop, la comanda arhiducelui Carol al II-lea, iar Biserica Sângele Domnului a devenit biserică parohială (Biserica Sf. Egidiu a fost biserică parohială a orașului până în 1573, iar în 1786 a devenit, după mutarea reședinței episcopale de la Seckau, catedrală a Diecezei de Graz-Seckau).

## Arhitectură
În timp ce arhitectura navei principale a bisericii este realizată în stil gotic tipic, fațada a fost proiectată mai târziu în stil baroc (fleșa a fost realizată din 1780, după planurile lui Josef Stengg, cu învelitoare din cupru ). Altarele baroce au fost înlocuite în secolul al XIX-lea cu altele în stil neogotic. Numai capela barocă Sf. Ioan Nepomuk construită de Josef Hueber și fostul altar principal cu hramul Adormirea Sfintei Fecioare Maria, care este atribuit pictorului venețian Tintoretto, s-au mai păstrat.
În timpul celui de-al doilea război mondial, ferestrele gotice cu vitralii au fost distruse. Realizarea noilor vitralii a fost comandată lui Albert Birkle, un artist din Salzburg a cărui operă a fost considerată în perioada celui de-Al Treilea Reich ca degenerată. Temele sale principale au fost patimile și învierea lui Isus, dar vitraliile au fost obiectul unui scandal în anii 1950, pentru că Hitler și Mussolini sunt reprezentați printre chinuitorii lui Cristos. Ea este, alături de Basilica Sf. Martin din Landshut, singura biserică din lume în care sunt reprezentați cei doi dictatori.
În anul 1998 a fost instalată o nouă orgă realizată de Helmut Allgäuer.

## Imagini

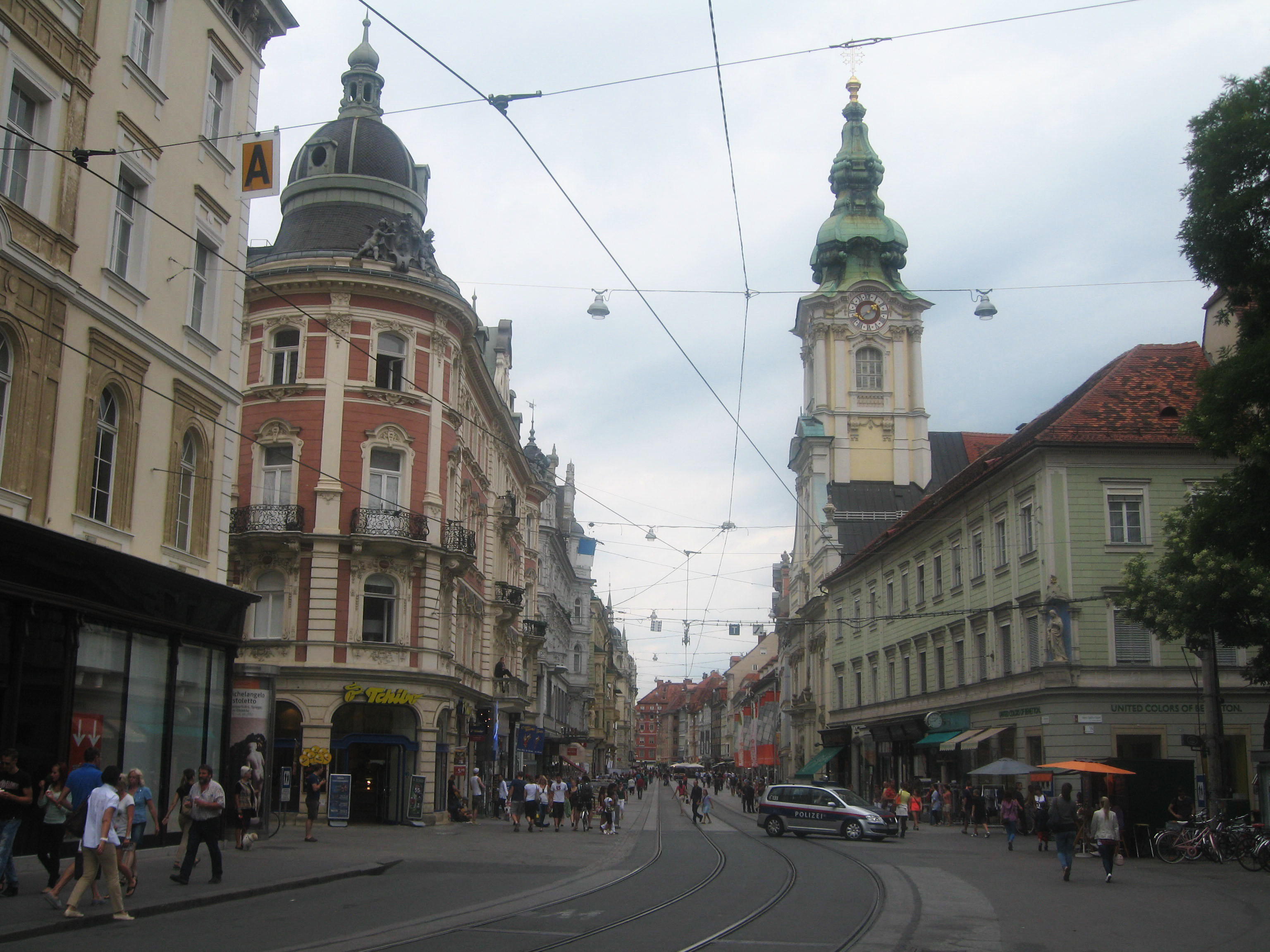
Herrengasse văzută dinspre Am Eisernen Tor. În prim-plan Biserica Sângele Domnului.
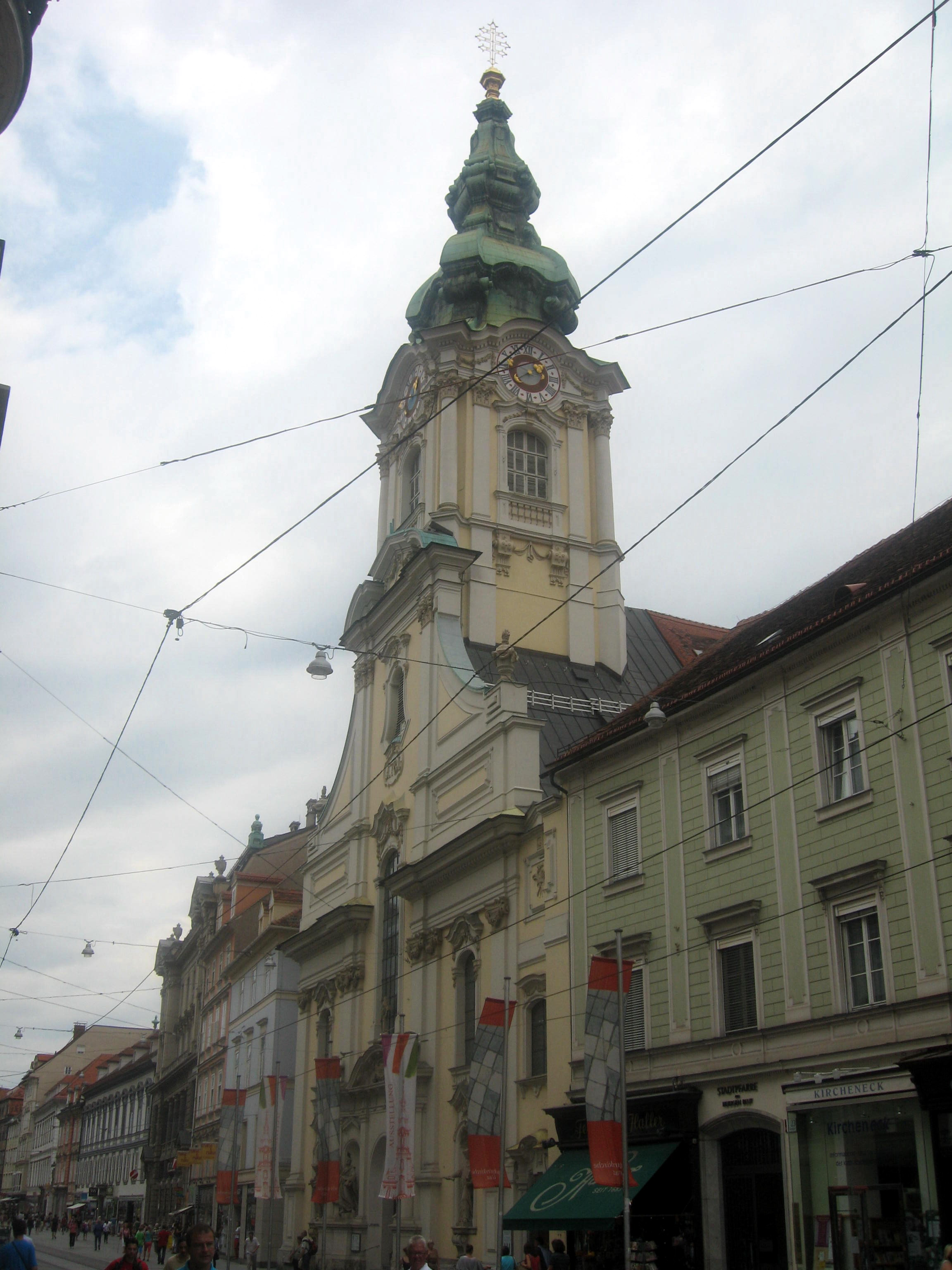
Biserica Sângele Domnului
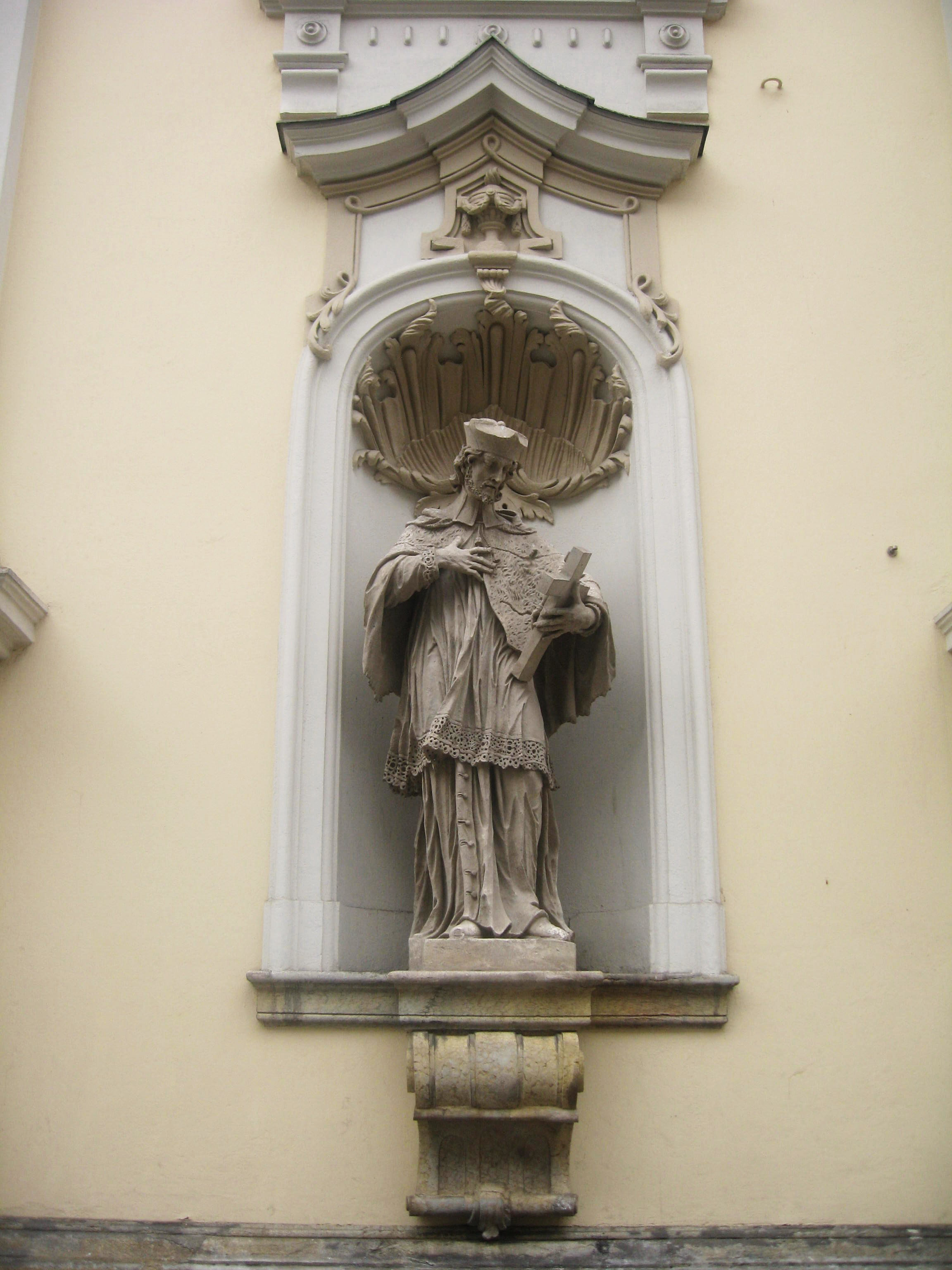
Statuia Sfântului Ioan Nepomuk aflată într-o nişă de pe faţada dinspre Herrengasse
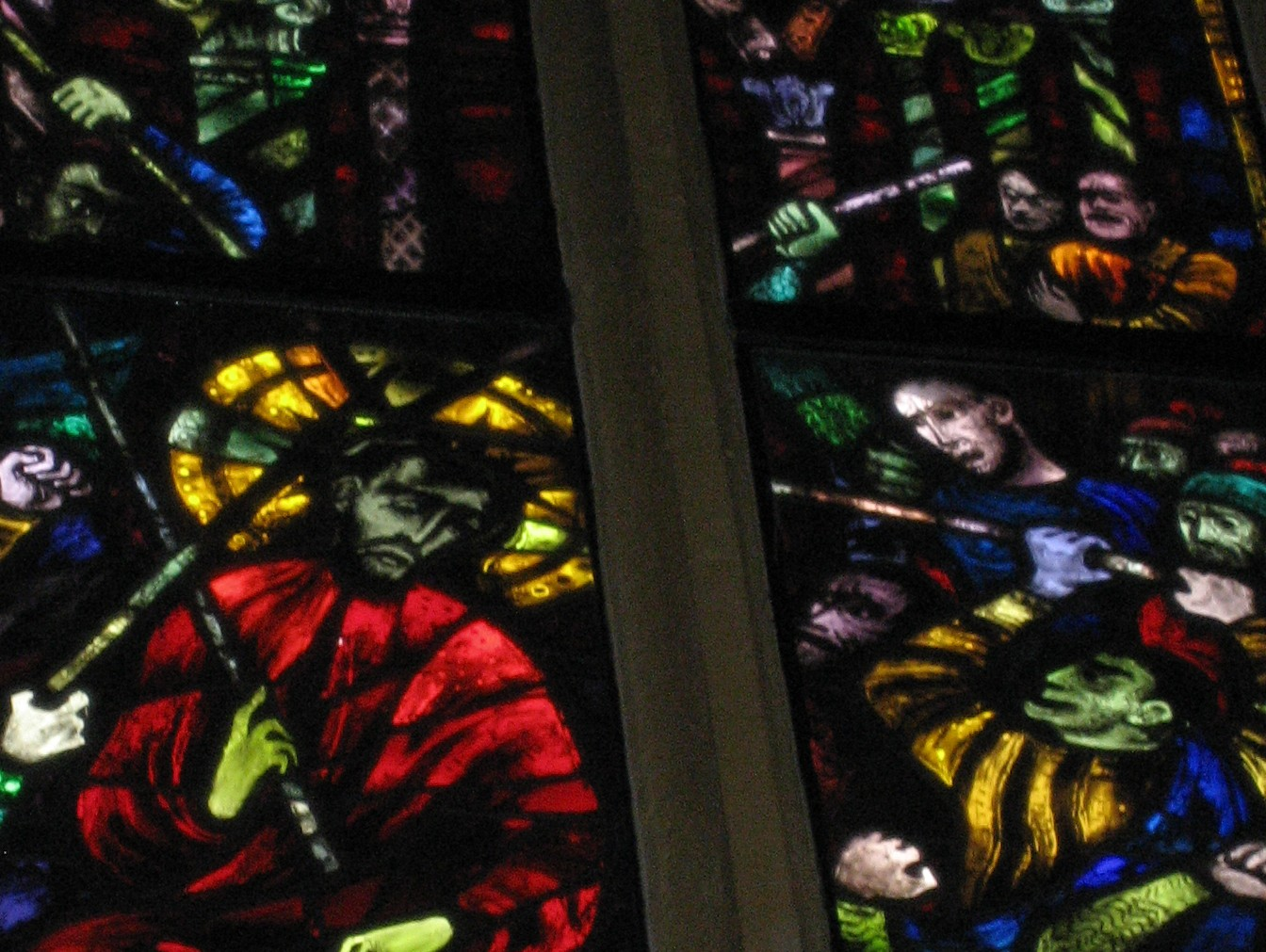
Vitraliu din altar, în dreapta sus sunt reprezentaţi Hitler şi Mussolini